# Štrbovac
Štrbovac egy falu Szerbiában, a Piroti körzetben, a Babušnicai községben.

## Népesség
- 1948-ban 952 lakosa volt.
- 1953-ban 958 lakosa volt.
- 1961-ben 913 lakosa volt.
- 1971-ben 668 lakosa volt.
- 1981-ben 390 lakosa volt.
- 1991-ben 192 lakosa volt
- 2002-ben 115 lakosa volt, akik közül 113 szerb (98,26%) és 2 roma.